# 니시로스섬

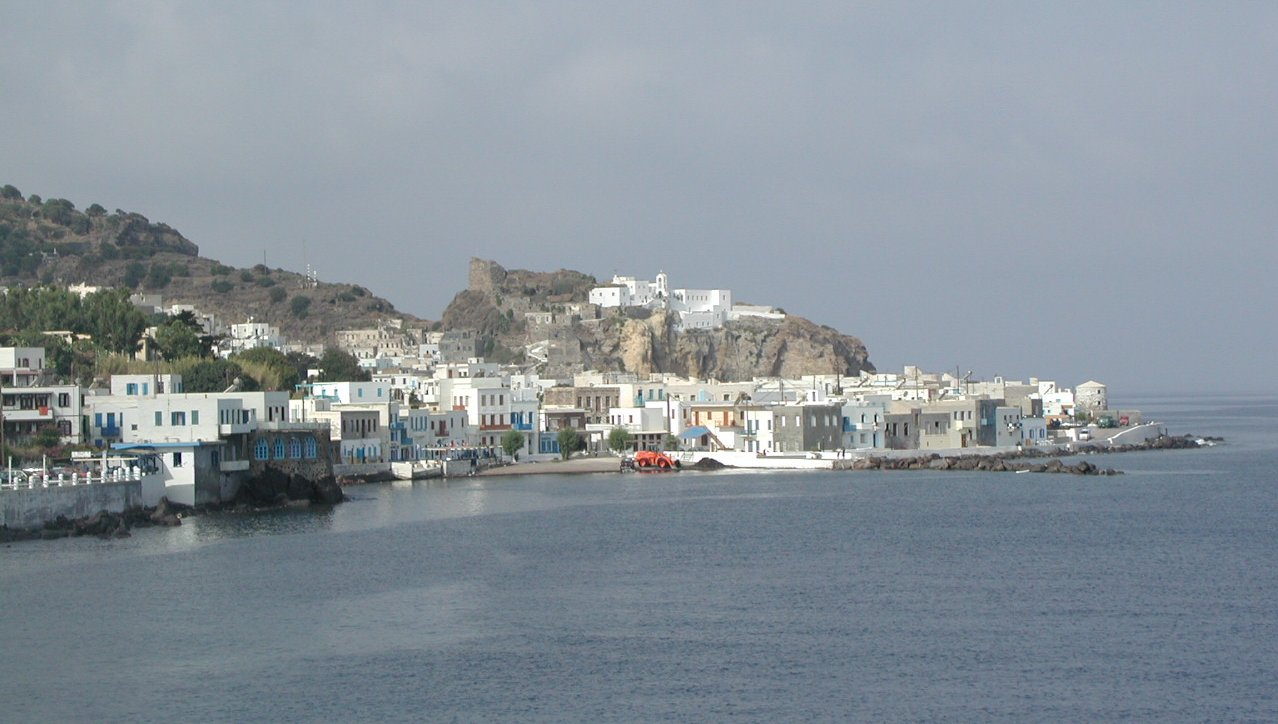

니시로스섬(Nisyross)은 그리스의 에게해에 있는 큰 화산섬으로, 성층화산이다. 그 안에는 칼데라가 있으며, 칼데라의 색은 노란색이다. 이 섬은 유황으로 아름답기로 유명하여, 분화구 내, 화구벽에까지 유황이 있다. 특히 칼데라 내에는 유황 연기 분출구가 있다. 그곳에서 유황 연기가 나오며, 그렇기 때문에 가까이 가면 아주 위험하다. 칼데라 내에 또 거대한 분화구가 있다. 섬은 원형으로, 아직도 화산 활동이 활발하게 일어나는 곳이다.

## 같이 보기
- 그리스의 화산 목록